# Sabrina Kraft

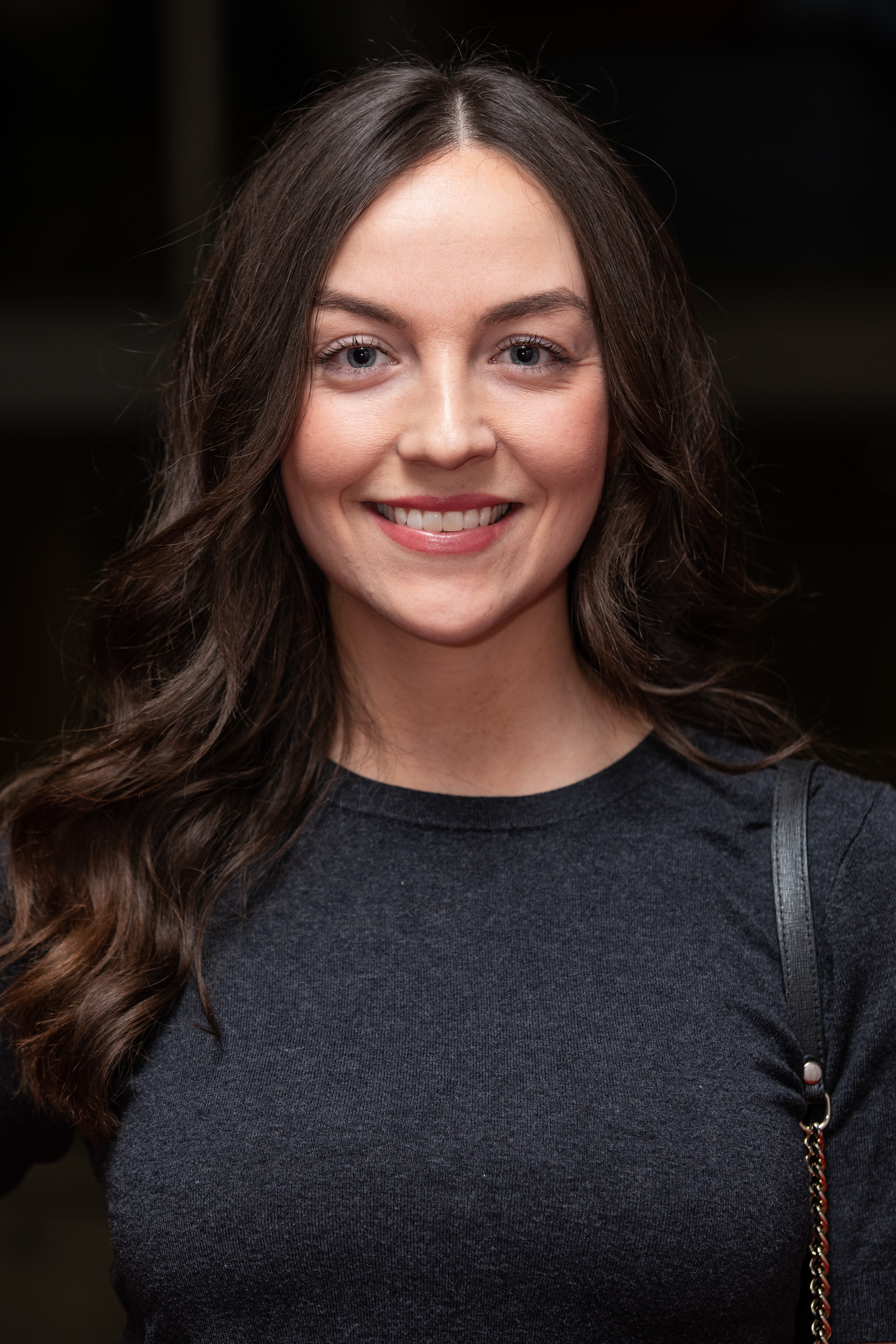
Sabrina Kraft (2020)

Sabrina Kraft (geb. Schlenke, * 13. September 1990 in Wuppertal) ist eine deutsche Schauspielerin. 

## Leben und Werdegang
Kraft wuchs in Wuppertal auf und lebt heute in Berlin. Während ihres Schauspielstudiums drehte sie für einige Filmprojekte, unter anderem in der Hauptrolle der Komödie „Bettgeflüster“. Der Film feierte seine Premiere auf dem Tallinn Black Nights Film Festival in Estland. Ebenso war sie in der Rolle Nanni im Spielfilm „Das Wie ist das Was“ zu sehen, der auf dem Filmfestival Max Ophüls Preis und auf dem Filmfest Bremen lief. 
In der Spielzeit 2021/22 ist sie in der Rolle Rachel, u. a. neben Bürger Lars Dietrich, in der Komödie „Ein Traum von Hochzeit“ von Robin Hawdon im Neuen Theater Hannover und in der Komödie am Altstadtmarkt in Braunschweig zu sehen. 

## Theater
- 2020: Wanja@home, Regie: Ivar van Urk, Performing Arts Festival
- 2021–2022: Ein Traum von Hochzeit, Regie: Jan Schuba, Neues Theater Hannover
- 2022: Ein Traum von Hochzeit, Regie: Jan Schuba, Komödie am Altstadtmarkt, Braunschweig
- 2022–2023: Flurgeflüster, Regie: Jan Käfer, Kammerspiele Wiesbaden
- 2023: Schneeweißchen und Rosenrot, Regie: Marco Linke, Komödie Kassel

## Filmografie

### Kino
- 2019: Das Wie ist das Was (mittellanger Spielfilm)
- 2020: Anomalia (Kurzspielfilm)
- 2021: Bettgeflüster (Kurzspielfilm)
- 2024: Alpha (Kurzspielfilm)

### Fernsehen
- 2018: Browser Ballett (Webserie)
- 2019: Scheidung für Anfänger (Fernsehfilm)
- 2020: Aurel (Webserie)
- 2023: SOKO Wismar (Fernsehserie, Folge Trojas Gold)
- 2025: GZSZ (Fernsehserie)

## Auszeichnungen
- 2020 Max Ophüls Preis Filmfestival, Das Wie ist das Was (Nominierung), Filmuniversität Babelsberg[7]
- 2021 Tallinn Black Nights Film Festival (PÖFF), Bettgeflüster (Selection) Kess Film[8]
- 2023 Randfilmfest Kassel, Anomalia (Nominierung), Beuth Hochschule für Technik Berlin[9]